# Els diners són el primer
Els diners són el primer (títol original: Money Talks) és una pel·lícula estatunidenca dirigida per Brett Ratner, estrenada el 1997. Ha estat doblada al català.

## Argument
Franklin és un estafador que, després de ser detingut, és traslladat a una presó al costat d'un perillós traficant de diamants anomenat Villard. Durant el trasllat, Villard és rescatat pels seus companys, però roman lligat a Franklin qui, després d'aconseguir escapar, és buscat com el causant de la fugida.

## Repartiment
- Chris Tucker: Franklin Hatchett
- Charlie Sheen: James Russell
- Heather Locklear: Grace Cipriani
- Paul Sorvino: Guy Cipriani
- Gerard Ismael: Raymond Villard
- Paul Gleason: Bobby Pickett
- Michael Wright: Aaron
- Damian Chapa: Carmine
- Elise Neal: Paula
- Veronica Cartwright: Connie Cipriani
- Frank Bruynbroek: Dubray
- Faizon Love: el company de cel·la
- David Warner: Barklay

## Al voltant de la pel·lícula
- Brett Ratner és el director de la sèrie Rush Hour i de X-Men 3.
- Els diners són el primer és el primer film de Brett Ratner.
- Chris Tucker és també el productor del film. Retroba Ratner als Rush Hour.
- 1997: Nominada als Premis Razzie: Pitjor nova estrella (Chris Tucker)
- Crítica
  - "Pretesa comèdia d'acció"[3]
  - "Repeteix tots els estereotips a l'ús de buddy movies sense cap pudor. Carreres, riures i enrenous. És a dir, un mareig que no admet ni biodramina"[4]